# انجمن حمایت از حیوانات ایران
انجمنِ حمایت از حیوانات ایران یک انجمن مردمی و زیست‌محیطی و یک سازمان بین‌المللی است که توسط مانی دبیری تأسیس و با شماره ثبت ۱۰۷۱۹ از زمستان ۱۳۷۷ آغاز به کار نموده‌است. این انجمن از دید قانونی، به تأیید وزارت کشور و سازمان ملل و اداره ثبت شرکت‌ها رسیده‌است.
این انجمن پس از ۶ سال فعالیت در نوامبر (آذر) ۲۰۰۵ به عضویت جامعه جهانی پشتیبانی از جانوران (WSPA) پذیرفته شد.
انجمن پشتیبانی از جانوران تنها انجمن حمایت کننده از حیوانات است که با هدف پشتیبانی از جانوران مورد آزار، بی‌پناه و در خطر انقراض و تلاش برای ایجاد شرایط بهتر زندگی برای این جانداران است.
انجمن انتقاداتی را نسبت به شیوه کنترل جمعیت حیوانات کشتن به وسیله مسمومیت از طریق سم یا عقیم سازی آنها وارد می‌داند.

## تاریخچه
اولین تشکیلات حمایت از حیوانات در سال ۱۳۲۷ کار خود را در ایران آغاز کرد.

## اعتراض به اعزام میمون به فضا
انجمن حمایت از حیوانات در ایران در سال ۱۳۹۱ ضمن انتقاد از اعزام میمون به فضا این اقدام را غیراخلاقی توصیف کرد و از نهادهای متولی این امر درخواست کرد کارهای پژوهشی خود را بدون موجودات زنده هم انجام دهند. رئیس وقت انجمن حمایت از حیوانات جاوید آل‌داود اظهار داشت که میمونی که به فضا فرستاده شده به احتمال کشته شده و میمون دیگری پس از بازگشت به زمین نمایش داده شده‌است. علت این مسئله را تفاوت تصاویر میمون پیش از پرتاب به فضا و پس از فرود آمدنش عنوان کردند. میمون اول خالی روی صورت خود داشت و رنگ موهایش متفاوت بود. مقامات مسئول مدعی شدند علت تفاوت عکس‌ها ناهماهنگی در انتشار تصاویر درست میمون‌ها و انتشار تصاویر میمون‌های تمرینی با میمون نهایی که به فضا رفت بود. پتا، انجمن حامی حیوانات در بریتانیا نیز به این موضوع اعتراض کرد و پرتاب حیوان به فضا از سوی ایران را مصداق دوران رقابت‌های بی ثمر فضایی جنگ سرد توصیف کرد.